# أرماند غاتي
أرماند غاتي (بالفرنسية: Armand Gatti) (و. 1924 – 2017 م) هو مخرج أفلام، وشاعر، وصحفي، وكاتب سيناريو، وكاتب، وعضو في المقاومة الفرنسية، ولد في موناكو، توفي عن عمر يناهز 93 عاماً.

## التعليم
تعلم في Centre de formation des journalistes ‏.

## الخدمة العسكرية
خدم في الجيش البريطاني.

## جوائز
حصل على جوائز منها:
- جائزة ألبرت لندرس (1954)
- قائد الفنون والآداب
- جائزة فينيون.

## وصلات خارجية
- أرماند غاتي على موقع IMDb (الإنجليزية)
- أرماند غاتي على موقع مونزينجر (الألمانية)
- أرماند غاتي على موقع ألو سيني (الفرنسية)
- أرماند غاتي على موقع أول موفي (الإنجليزية)
- أرماند غاتي على موقع قاعدة بيانات الأفلام السويدية (السويدية)
- أرماند غاتي على موقع ديسكوغز (الإنجليزية)
- أرماند غاتي على موقع قاعدة بيانات الفيلم (الإنجليزية)
- أرماند غاتي على موقع كينوبويسك (الروسية)